# José Manuel Martín
José Manuel Martín Pérez (* 24. Mai 1924 in Casavieja, Provinz Ávila; † 12. April 2006) war ein spanischer Schauspieler.

## Leben
Martín begann seine Karriere zu Anfang der 1950er Jahre im Kino und spielte bis Mitte der 1970er Jahre in annähernd hundert Filmen meist zwielichtige Rollen. Besonders häufig wurde er in Italowestern eingesetzt, wo er oft als Bandit mit mexikanischen Wurzeln den Helden Schwierigkeiten bereitete. Auch in Filmen wie Viridiana oder Antonius und Cleopatra war er zu sehen.

## Filme (Auswahl)
- 1954: Der Verräter des Herrn – Judas Ischariot (El beso de Judas)
- 1958: Die Sklavenkarawane
- 1959: Molokai, la isla maldita
- 1959: Der Löwe von Babylon
- 1961: Viridiana
- 1961: Unter der Flagge der Freibeuter (Los bucaneros del Caribe)
- 1962: Bis aufs Blut (Tierra brutal)
- 1963: Abrechnung in Veracruz (El sabor de la venganza)
- 1964: Die letzten Zwei vom Rio Bravo (Le pistole non discutono)
- 1964: Cordoba (Llanto por un bandido)
- 1965: Cuatro dólares de venganza
- 1965: Lederstrumpf – Der letzte Mohikaner (Uncas, el fin de una raza)
- 1965: Eine Pistole für Ringo (Una pistola per Ringo)
- 1965: Die Todesminen von Canyon City (¡Que viva Carrancho!)
- 1966: Arizona Colt (Arizona Colt)
- 1966: Django – Die Geier stehen Schlange (Sette Dollari sul rosso)
- 1966: Django – Nur der Colt war sein Freund (Django spara per primo)
- 1966: Lanky Fellow – Der einsame Rächer (Per il gusto di uccidere)
- 1966: Töte Amigo (Quien sabe?)
- 1966: Tampeko – Ein Dollar hat zwei Seiten (Per pochi dollari ancora)
- 1966: Die unerbittlichen Fünf (I cinque della vendetta)
- 1967: Gott vergibt – Django nie! (Dio perdona… io no!)
- 1967: Mehr tot als lebendig (Un minuto per pregare, un istante per morire)
- 1967: El amor brujo
- 1967: Die schmutzigen Dreizehn (Quindici forche per un assassino)
- 1968: Django – ich will ihn tot (Lo voglio morto)
- 1968: Mit Django kam der Tod (L'uomo, l'orgoglio, la vendetta)
- 1968: Von Django – mit den besten Empfehlungen (Uno dopo l'altro)
- 1969: Marquis de Sade: Justine
- 1969: Die Folterkammer des Dr. Fu Man Chu
- 1969: Seine Kugeln pfeifen das Todeslied (Il pistolero dell' Ave Maria)
- 1969: Um sie war der Hauch des Todes (Los desesperados)
- 1970: Der Teufel kennt kein Halleluja (La collera del vento)
- 1970: Der Tod sagt Amen (Arizona si scatenò… e li fece fuori tutti)
- 1971: Kopfgeld für Chako (Bastardo… vamos a matar!)
- 1971: Matalo (…y seguian robandose el millon de dolares)
- 1972: Ben und Charlie (Amico, stammi lontano almeno un palmo)
- 1972: Todesmarsch der Bestien (Condenados a vivir)
- 1984: Al Este del Oeste